# Opowieść o Zbawicielu
Opowieść o Zbawicielu (ang. The Visual Bible: Gospel of John, 2003) – kanadyjsko-amerykańsko-brytyjski film religijny, opowiadający historię życia Jezusa Chrystusa widzianą oczami Świętego Jana.

## Obsada
- Christopher Plummer – Narrator
- Henry Ian Cusick – Jezus Chrystus
- Stuart Bunce – Święty Jan
- Daniel Kash – Święty Piotr
- Stephen Russell – Poncjusz Piłat
- Alan Van Sprang – Judasz Iskariota
- Diana Berriman – Maria z Nazaretu
- Richard Lintern – Faryzeusz
- Scott Handy – Jan Chrzciciel
- Lynsey Baxter – Maria Magdalena
- Donald Ewer – Annasz

i inni

## Wersja polska
Wersja polska: STUDIO SONORIA

Reżyseria: Ilona Kuśmierska

Dialogi na podstawie „Biblii Tysiąclecia”: Joanna Kuryłko

Konsultacja: ksiądz prof. dr hab. Waldemar Chrostowski

Dźwięk: Sebastian Kaliński

Montaż: Filip Różański, Sebastian Kaliński

Kierownictwo produkcji: Dorota Suske

W wersji polskiej udział wzięli:
- Adam Ferency – Narrator
- Tomasz Steciuk – Jezus Chrystus
- Janusz Bukowski – Faryzeusz
- Jarosław Boberek – Święty Piotr
- Adam Bauman – Jan Chrzciciel
- Krzysztof Strużycki – Święty Jan
- Mirosław Zbrojewicz – Poncjusz Piłat
- Jacek Bursztynowicz – Ślepiec
- Cezary Nowak – Święty Andrzej
- Rafał Walentowicz – Święty Filip
- Robert Tondera – Natanel
- Janusz Wituch – Święty Tomasz
- Elżbieta Kijowska – Samarytanka
- Jolanta Wilk – Maria Magdalena
- Elżbieta Gaertner – Maria z Nazaretu

i inni